# Święty Paweł (obraz El Greca z 1586)
Święty Paweł – obraz hiszpańskiego malarza pochodzenia greckiego Dominikosa Theotokopulosa, znanego jako El Greco.

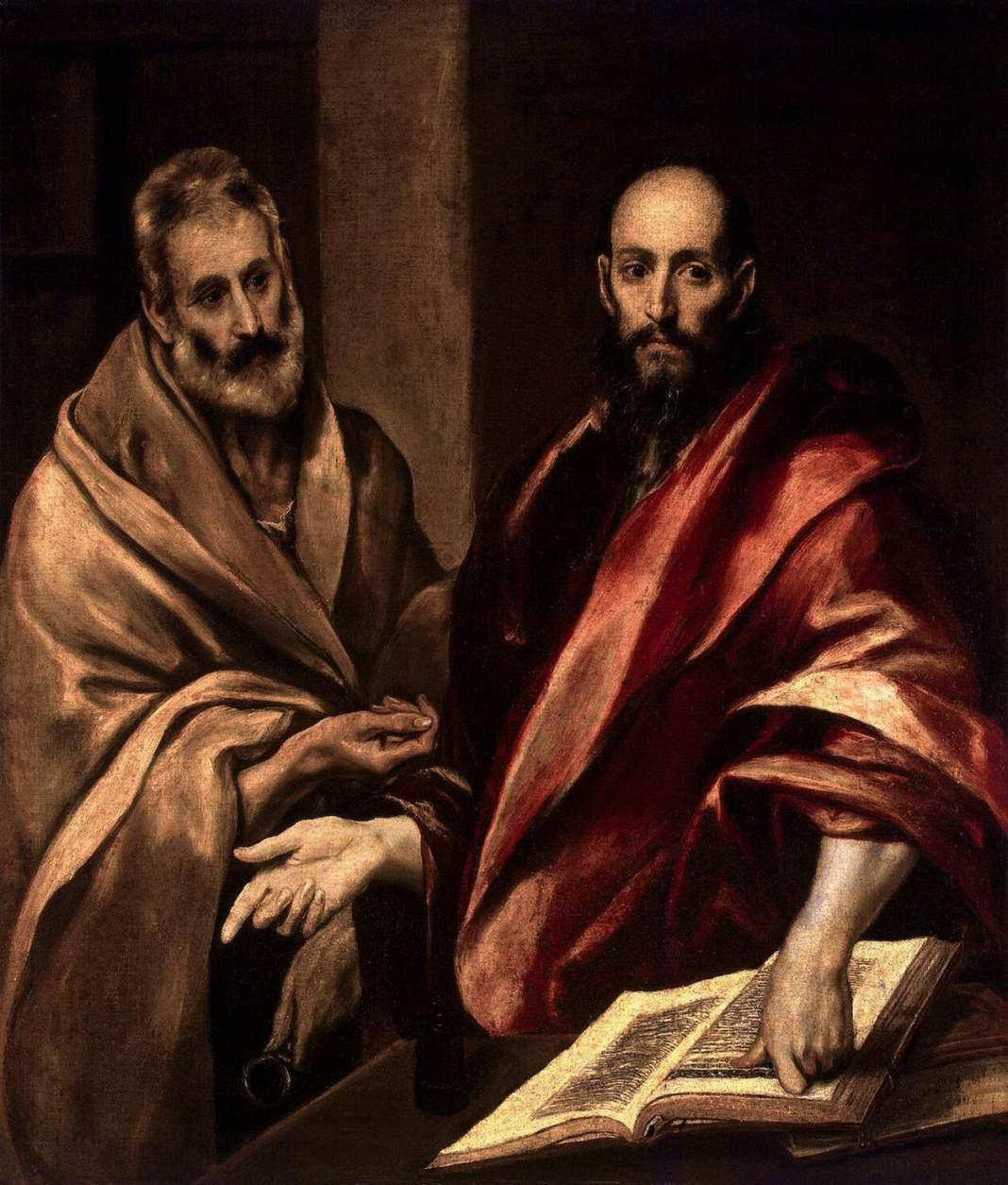
Święci Piotr i Paweł z 1592 roku

El Greco ukazał wizerunek św.Pawła. Apostoł ubrany jest w czerwony, krzykliwy i obszerny płaszcz. Jego stanowcze spojrzenie czarnych oczu, zdecydowany gest lewej ręki spoczywającej na otwartej księdze, wskazuje na człowieka pełnego energii i siły ducha. Gestem prawej dłoni próbuje coś wyjaśnić, a jednoczenie lewą dłonią wskazuje na otwartą księgę. W takiej samej postawie, z identycznym gestem dłoni, El Greco namalował Pawła kilka lat później tworząc Świętego Piotra i Pawła. W miejsce drewnianej rzeźbionej balustrady i ozdobnego miecza, według ikonografii będącego jego atrybutem, a od którego zginął, artysta wstawił postać św. Piotra.